# Daugailiai
Daugailiai è una città del distretto di Utena della contea omonima, nel nord-est della Lituania. Secondo un censimento del 2011, la popolazione ammonta a 325 abitanti.
Costituisce il centro principale della sua seniūnija.

## Nome
L’etimo è controversa: 
- Da una parte vi è chi sostiene che derivi dalla presenza numerosa di una pianta da fiore locale (in lituano daug gailis);

- Un altro filone sostiene che derivi dal nome di persona Daugėla (forse l'ex proprietario terriero che fondò Daugailius).

## Storia
L’insediamento, vicino a specchi d’acqua, si è rivelato utile per difendersi dalle incursioni che avvenivano spesso nell’area ad opera dell’Ordine livoniano, avvenute nel corso di tutto il periodo antecedente al 1400. Nel 1435, il sito perse la sua importanza strategica e cominciò un lento declino.
La gente del posto ha partecipato attivamente ai moti nazionali del 1831 contro il Regno del Congresso. 
La costruzione del tratto ferroviario Varsavia-San Pietroburgo e la distanza tutto sommato non eccessiva da Daugavpils permisero a Daugailiai di acquisire nuovamente importanza: fu costruito un ufficio postale e un ostello oltre ad una grande stazione di riposo per i cavalli. Nella seconda metà del XIX secolo, il poeta Antanas Baranauskas descrisse il viaggio in questi luoghi con le sue cronache.
La consacrazione del centro abitato si ebbe dopo la Grande Guerra.
Nel corso del Novecento furono poi costruiti una clinica, una casa della cultura (1958), una farmacia (1940) e una biblioteca (1958). In epoca sovietica, si costituirono fattorie collettive.
Dal 21 maggio 2001 lo stemma attuale di Daugailiai è quello ufficiale.

## Galleria d’immagini

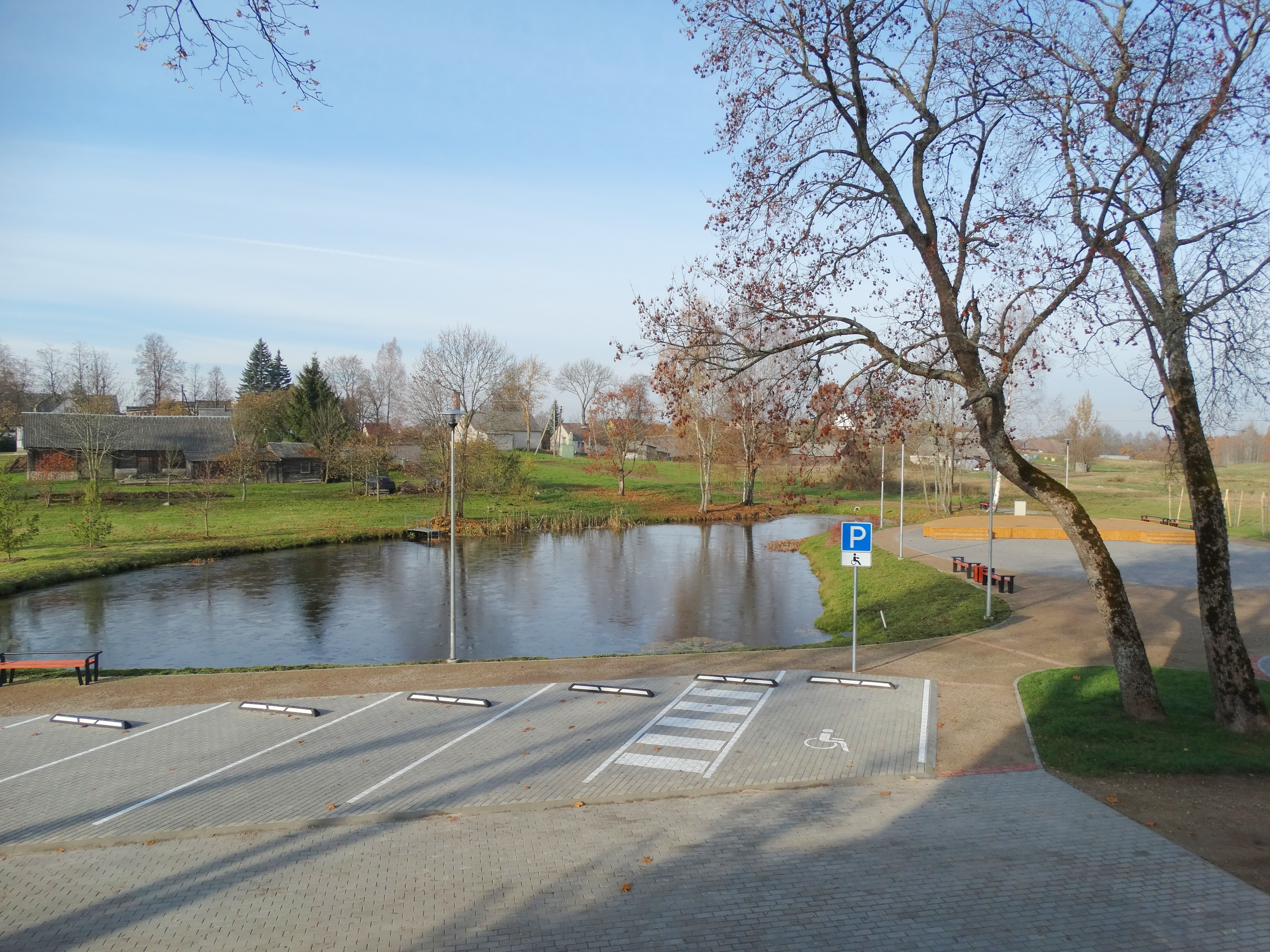
Parco per eventi cittadini costruito nel 2015
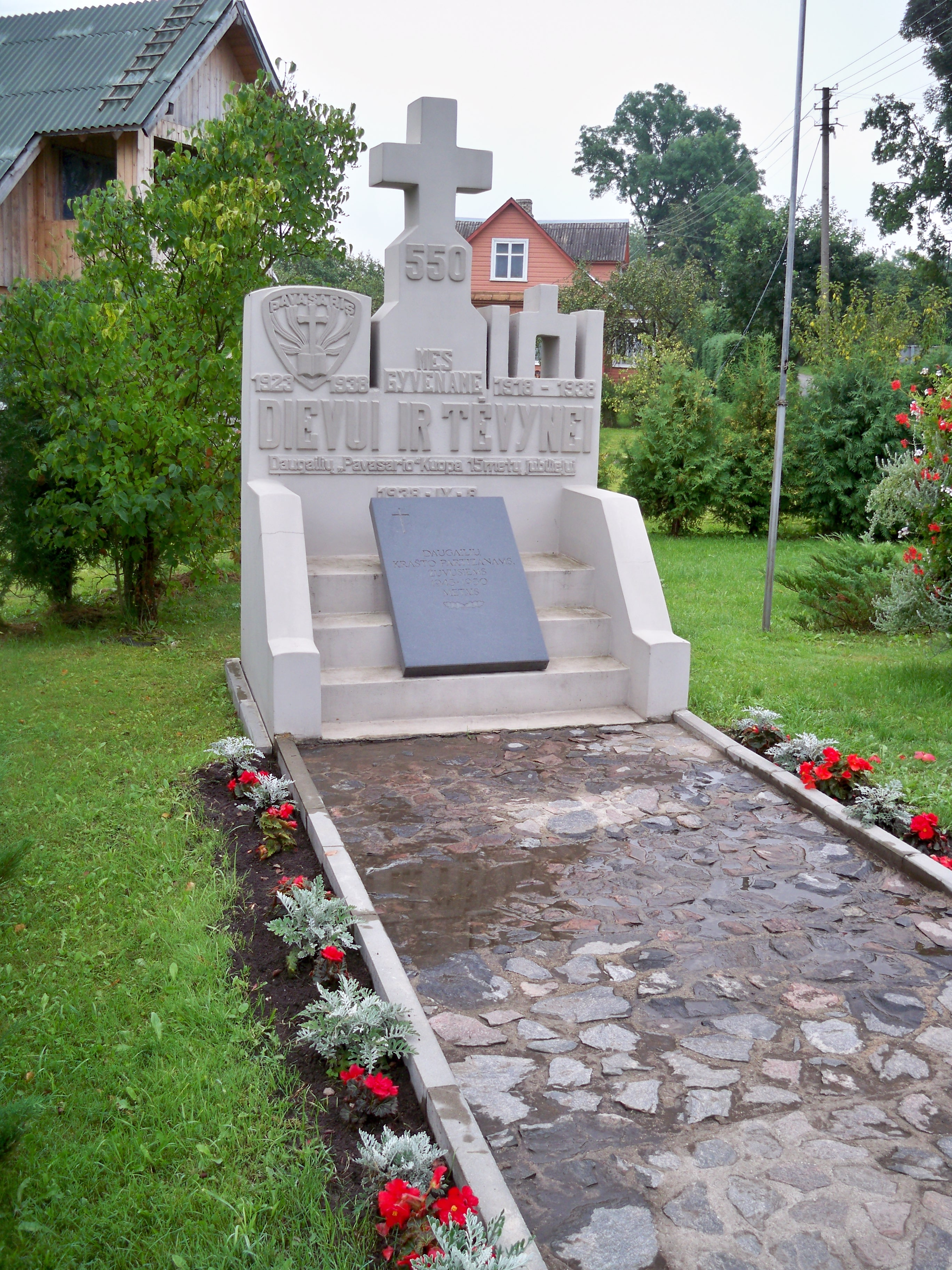
Monumento ai partigiani del dopoguerra all'incrocio centrale della città
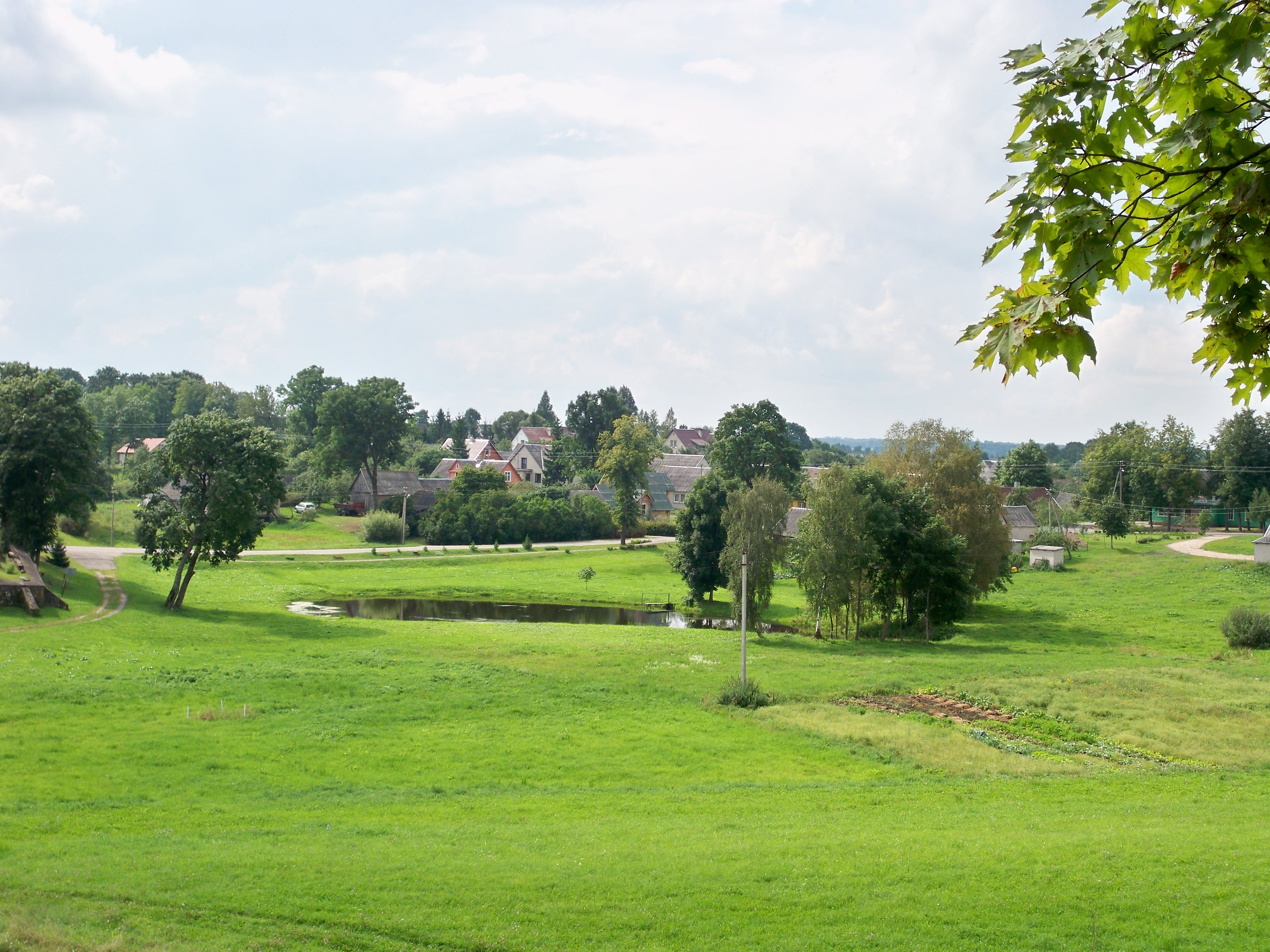
Panorama della città dalla collina circostante
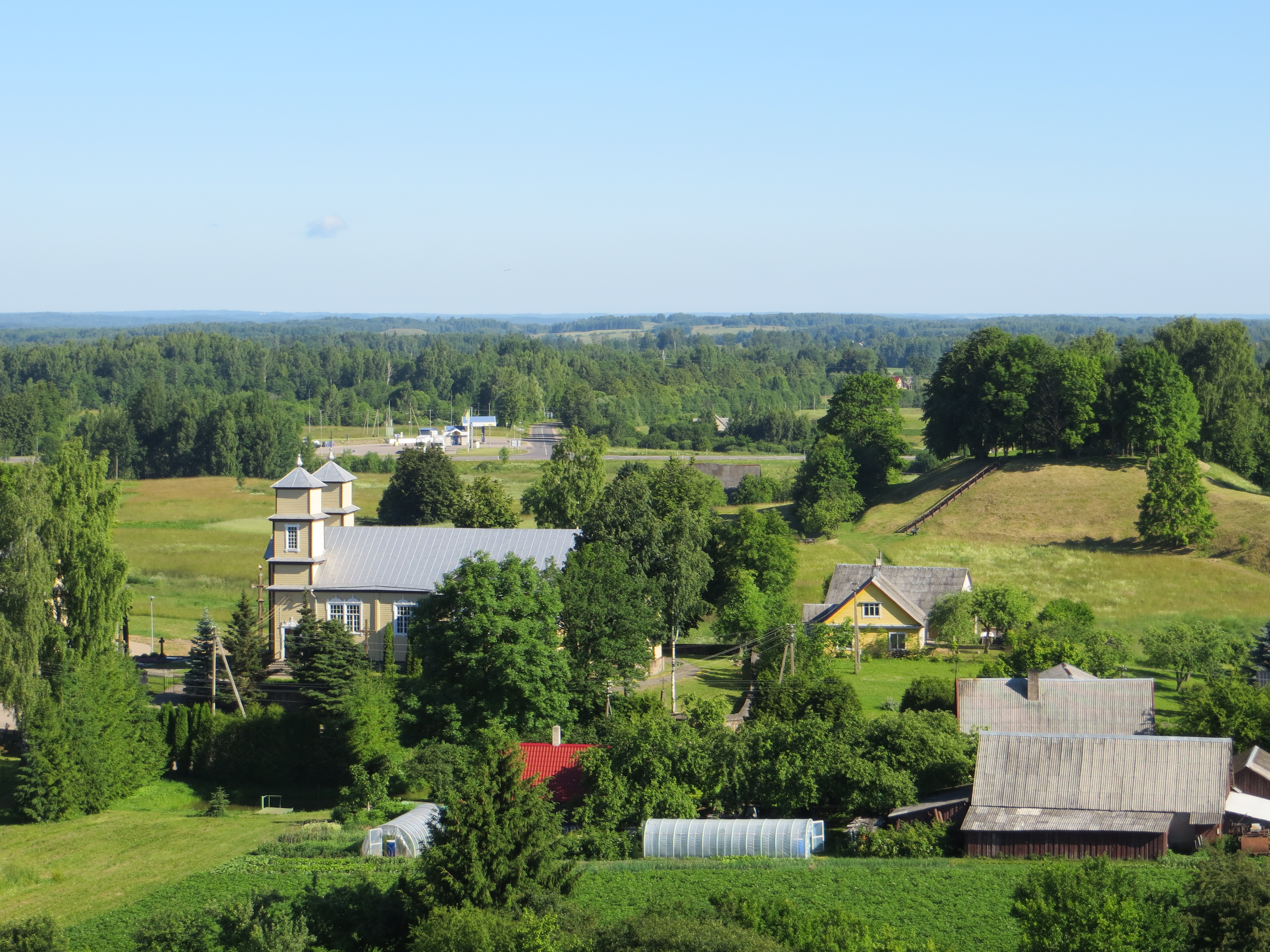
Chiesa di Daugailiai
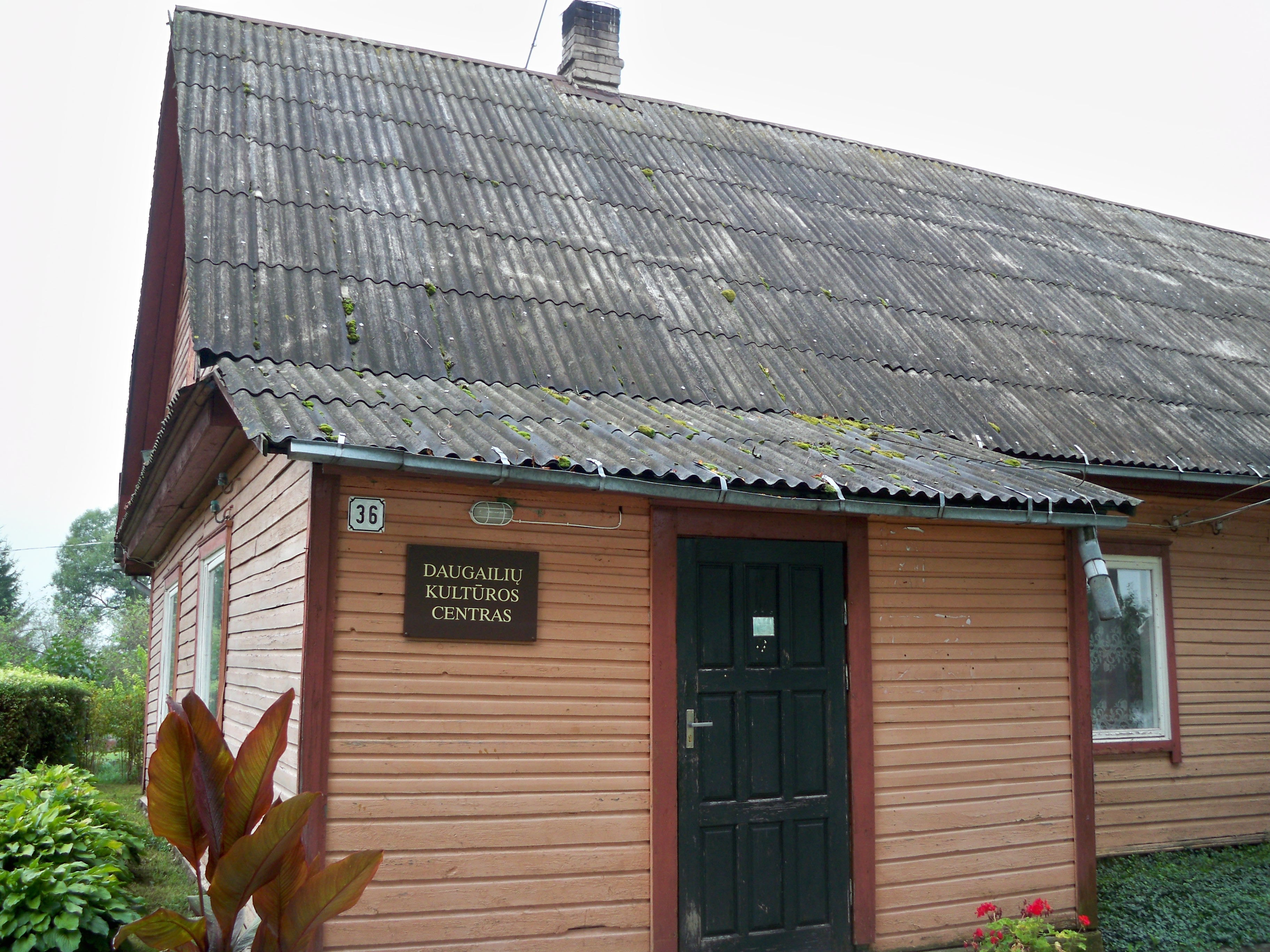
Casa della cultura
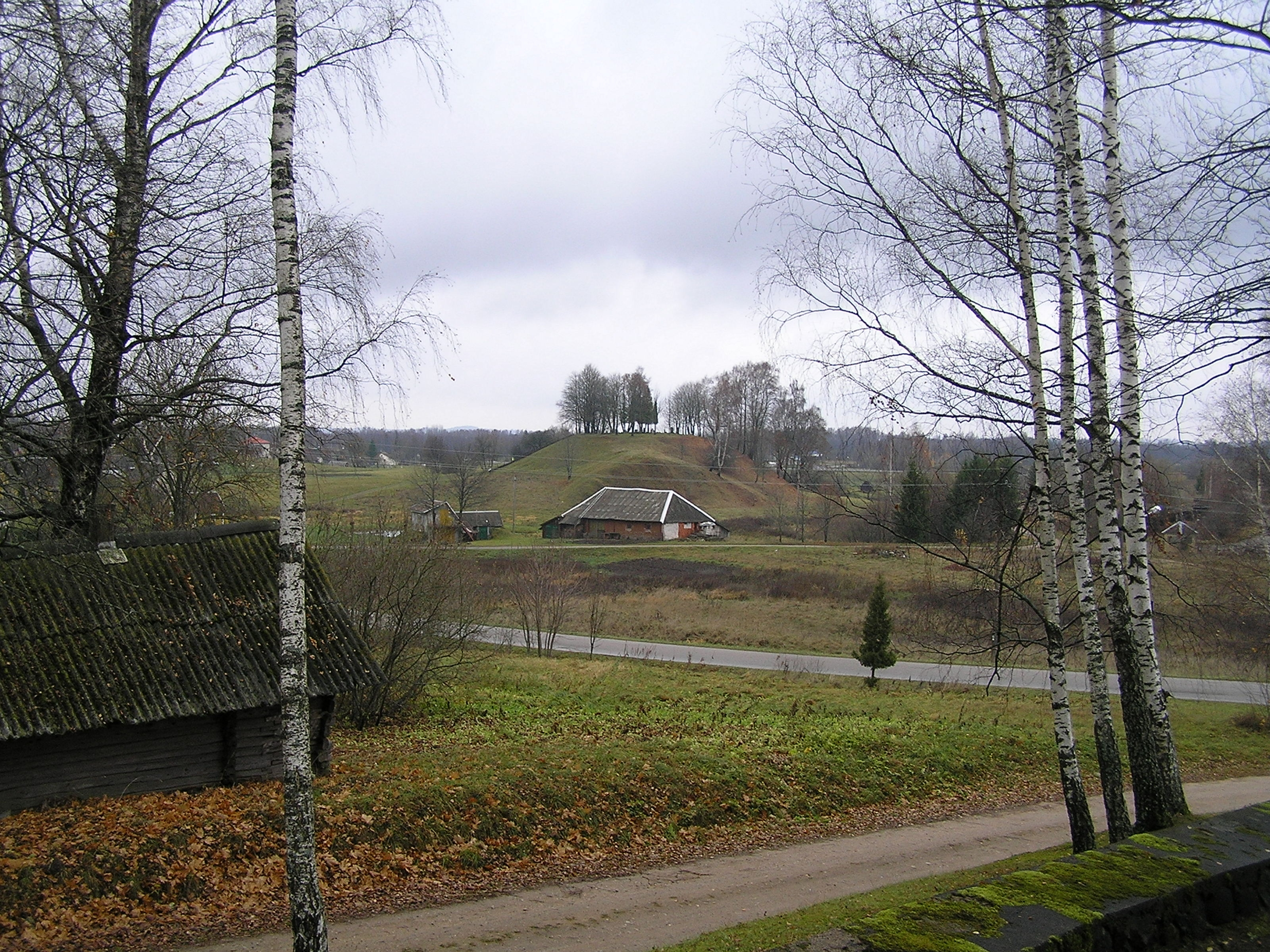
Colline nei dintorni del centro abitato